# Anderson Aquino
Anderson Angus Aquino, mais conhecido como Anderson Aquino (Foz do Iguaçu, 18 de dezembro de 1986), é um ex-futebolista brasileiro que atuava como atacante.

## Carreira
Aquino começou sua carreira no Atlético Paranaense. Em 2006 foi emprestado ao Sport Recife, e em seguida para o Goiás, para o Olimpi Rustavi, da Geórgia, e para o Paraná Clube. 
Em 2011 é contratado pelo seu terceiro clube do Estado do Paraná, o Coritiba, onde conquistou o tricampeonato estadual em 2011, 2012 e 2013, além de dois vices campeonatos da Copa do Brasil seguidos, em 2011 e 2012. 
Em janeiro de 2013 negociou sua transferência para o Botafogo, mas não foi aprovado nos exames médicos. O jogador chegou até a participar de um treino, mas devido a uma lesão retornou ao Coritiba.
Depois de várias contusões o Coritiba resolve emprestar Aquino ao Santa Cruz, de Recife, em 2015. Pelo clube pernambucano fez o gol do titulo sobre o Salgueiro na final do Campeonato Pernambucano. Participou do elenco que levou o tricolor de volta a elite do futebol brasileiro, sendo o artilheiro do time no Brasileiro Série B com 10 gols.
Após final de contrato de empréstimo pelo Santa Cruz, Anderson acionou o Coritiba na Justiça para cobrar as dívidas que o clube tinha para com ele. O jogador obteve por via judicial a rescisão do seu contrato de forma liminar. Com contrato até junho de 2016, o vínculo com o Coritiba  foi rescindido e publicado no Boletim Informativo Diário (BID) da CBF.
Em 2016 disputou o Campeonato Paulista pelo Linense. No dia 8 de abril foi contratado pelo Botafogo para a disputa do Campeonato Brasileiro Série A.
Em 2018, foi contratado pelo 1.° de Agosto (uma das maiores equipas de Angola).

## Títulos
Sport
- Campeonato Pernambucano: 2006, 2007

Olimpi Rustavi
- Liga Umaglesi: 2009/2010

Coritiba
- Campeonato Paranaense: 2011, 2012 e 2013
- Vice Campeonato Copa do Brasil: 2011

Santa Cruz
- Campeonato Pernambucano: 2015

### Outras conquistas
Atlético Paranaense
- Torneio Cidade de Londrina: 2010[4]